# Branko Riznić
Branko Riznić (in serbo Бранко Ризнић?; Larissa, 4 ottobre 1999) è un calciatore serbo, centrocampista del Metalac.

## Caratteristiche tecniche
È un centrocampista offensivo.

## Carriera
Nato a Larissa nel periodo in cui il padre Zoran, anch'egli calciatore professionista, militava nella squadra della città, inizia a giocare a calcio nel settore giovanile del Rad Belgrado. Il 15 novembre 2017 fa il suo esordio fra i professionisti giocando l'incontro di Kup Srbije perso 3-0 contro il Partizan ed un mese più tardi debutta anche in Superliga. Nel club della capitale fatica ad imporsi e nel gennaio 2021 viene ceduto a titolo definitivo all'Inđija.

## Statistiche
Statistiche aggiornate al 12 aprile 2021.

### Presenze e reti nei club
| Stagione            | Squadra             | Campionato          | Campionato | Campionato | Coppe nazionali | Coppe nazionali | Coppe nazionali | Coppe continentali | Coppe continentali | Coppe continentali | Altre coppe | Altre coppe | Altre coppe | Totale | Totale | Totale |
| Stagione            | Squadra             | Comp                | Pres       | Reti       | Comp            | Pres            | Reti            | Comp               | Pres               | Reti               | Comp        | Pres        | Reti        | Pres   | Reti   |        |
| ------------------- | ------------------- | ------------------- | ---------- | ---------- | --------------- | --------------- | --------------- | ------------------ | ------------------ | ------------------ | ----------- | ----------- | ----------- | ------ | ------ | ------ |
| 2017-2018           | Rad Belgrado        | SL                  | 1          | 0          | CS              | 1               | 0               |                    | -                  | -                  |             | -           | -           | 2      | 0      |        |
| 2018-gen. 2019      | Rad Belgrado        | SL                  | 3          | 0          | CS              | 0               | 0               |                    | -                  | -                  |             | -           | -           | 3      | 0      |        |
| gen.-giu. 2019      | Zvezdara            | 3L                  | 12         | 2          | CS              | 0               | 0               |                    | -                  | -                  |             | -           | -           | 12     | 2      |        |
| 2019-2020           | Rad Belgrado        | SL                  | 12         | 1          | CS              | 1               | 0               |                    | -                  | -                  |             | -           | -           | 13     | 1      |        |
| 2020-gen. 2021      | Rad Belgrado        | SL                  | 2          | 0          | CS              | 1               | 0               |                    | -                  | -                  |             | -           | -           | 3      | 0      |        |
| Totale Rad Belgrado | Totale Rad Belgrado | Totale Rad Belgrado | 18         | 1          |                 | 3               | 0               |                    | -                  | -                  |             | -           | -           | 21     | 1      |        |
| gen.-giu. 2021      | Inđija              | SL                  | 7          | 0          | CS              | 0               | 0               |                    | -                  | -                  |             | -           | -           | 7      | 0      |        |
| Totale carriera     | Totale carriera     | Totale carriera     | 37         | 3          |                 | 3               | 0               |                    | -                  | -                  |             | -           | -           | 40     | 3      |        |